# Миккола, Нико
Нико Миккола (фин. Niko Mikkola; род. 27 апреля 1996, Кийминки, Оулу) — финский профессиональный хоккеист, защитник клуба национальной хоккейной лиги «Флорида Пантерс». Игрок сборной Финляндии по хоккею с шайбой. Чемпион мира 2019 года.  Двукратный обладатель Кубка Стэнли (2024, 2025) в составе «Флорида Пантерз».

## Биография
Родился в городе Кийминки в Финляндии. Воспитанник местного городского клуба, с 2010 года занимался в школе хоккейного клуба «Кярпят». Выступал за команду в различных молодёжных лигах страны. В 2012 году присоединился к системе клуба КалПа, в сезоне 2014/15 дебютировал в высшей лиге страны. В 2015 году права на хоккеиста на драфте НХЛ были закреплены за командой «Сент-Луис Блюз». В составе команды провёл три сезона, в сезоне 2017/18 выступал за команду «Таппара».
В 2018 году отправился за океан и заключил двухлетнее соглашение с «Сент-Луисом». Стал выступать за команду Американской хоккейной лиги «Сан-Антонио Рэмпейдж». 7 января 2020 года дебютировал в НХЛ в матче «Сан-Хосе Шаркс».
Выступал за молодёжную сборную Финляндии на первенствах планеты, в 2016 году завоевал золотые медали турнира. В 2019 году дебютировал во взрослом турнире, став вместе с командой чемпионом мира.

## Достижения

### Командные
| Год  | Команда         | Достижение              | Достижение |
| ---- | --------------- | ----------------------- | ---------- |
| 2024 | Флорида Пантерз | Обладатель Кубка Стэнли |            |